# Mervyn Allen
Mervyn John Allen (* 16. Oktober 1909 in Bargoed; † 1976 in Merthyr Tydfil) war ein walisischer Fußballspieler.

## Karriere
Allen, Sohn eines Maurers, spielte für die walisischen Klubs Ebbw Vale AFC und Gilfach FC bevor er im Laufe der Saison 1931/32 zweimal zu Probetrainings zu Hull City kam, das zweite Mal im Januar 1932. Sein Pflichtspieldebüt in Hulls erster Mannschaft gab Allen als Ersatz für Andy Duncan am 19. März 1932 bei einem 1:0-Heimerfolg gegen den FC Southport in der Third Division North, wobei er bereits in der 1. Spielminute den Siegtreffer markierte, Bis zum Ende der Saison 1931/32 bestritt er auch die restlichen neun Ligapartien als rechter Halbstürmer, ein weiterer Torerfolg gelang allerdings nicht.
Ende Oktober 1932 wurde Hull City zu einer Strafe von £20 verurteilt und Allens Registrierung bei der Football League für ungültig erklärt, da er zum Zeitpunkt seiner Verpflichtung bereits bei Ebbw Vale registriert gewesen war und daher nicht ohne deren Zustimmung hätte den Verein wechseln dürfen. Damit war das Tauziehen um Allen aber noch nicht beendet, im November 1932 stellte eine Ligakommission fest, dass sich Allen für die laufende Saison 1932/33 an Ebbw Vale gebunden hat, im Anschluss an die Entscheidung schlossen die beiden Klubs eine Vereinbarung, die Allen zurück zu Hull City beförderte. Seinen einzigen Saisonauftritt in der ersten Mannschaft Hulls hatte er derweil am Boxing Day als Vertretung von Russell Wainscoat auf der linken Halbstürmerposition bei einem 3:1-Heimsieg über Halifax Town; am Saisonende gelang dem Klub als Staffelmeister der Aufstieg in die Second Division. Bei Hull wurde Allen in der Folge zum Außenläufer umgeschult, kam auf dieser Position aber in der Zweitligaspielzeit 1933/34 lediglich zum Saisonende hin zu vier Einsätzen, die allesamt in Niederlagen endeten.
Im Sommer 1934 wurde Allen von Hull ein ablösefreier Wechsel gestattet und er schloss sich dem Drittligisten Carlisle United an. Dort kam er in der ersten Saisonhälfte in 14 Ligaspielen zumeist als linker Außenläufer zum Einsatz, nach einer blamablen 1:6-Heimniederlage im FA Cup gegen Wigan Athletic im November verlor er verletzungsbedingt seinen Platz im Team an David Lonsdale und kam lediglich im Januar 1935 nochmals zu zwei Einsätzen. Allen soll den Klub noch vor Saisonende Richtung AFC Barrow verlassen haben, trat aber weder für Barrows erste Mannschaft noch anderswo nochmals im höherklassigen Fußball in Erscheinung. Carlisle United beendete derweil die Saison abgeschlagen auf dem letzten Tabellenplatz und der Verein musste sich zur Wiederwahl um den Ligaverbleib stellen.
Im Zensus von 1939 findet er sich wohnhaft in Bargoed und seinen Lebensunterhalt als Gießer in einer Stahlgießerei verdienend.